# 李延芝
李延芝（1950年1月—），辽宁盖州人。1974年加入中国共产党。哈尔滨电机制造学校（现哈尔滨理工大学）电机制造专业毕业，黑龙江省委党校行政管理专业大学函授学历。历任黑龙江省哈尔滨市委常委、道里区委书记、市委宣传部长，伊春市委副书记、副市长、代市长、市长，伊春林管局局长；黑龙江省省长助理等职。2005年5月获任中共黑龙江省委常委、省委宣传部长，2007年3月改任省纪委书记。2012年1月当选政协黑龙江省第十届委员会副主席。